# Ольфактометрия

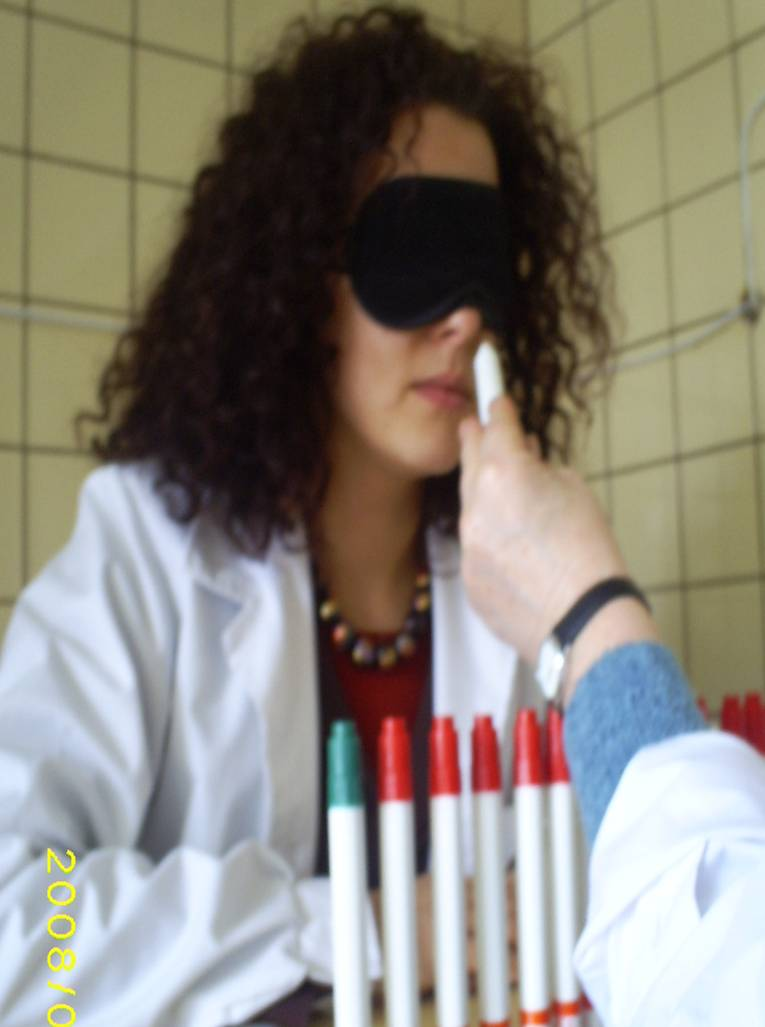
Психофизический тест на восприятие запаха n-бутанола. Западнопоморский технологический университет в Щецине. Польша

Ольфактометрия (от лат. olfacio — обоняю и др.-греч. μέτρον — мера) — измерение остроты обоняния при помощи специальных приборов — ольфактометров. Чувствительность обонятельного анализатора определяется путём опознания запаха специального набора пахучих веществ в контролируемых условиях.
ГОСТ 32673-2014 описывает ольфактометрию как «метод измерения запаха по степени его воздействия на человека».

## Применение ольфактометрии
Ольфактометрия используется для оценки индивидуальных порогов обоняния человека к различным веществам. Основная цель индивидуального исследования — определение природы и степени аносмии.
Кроме того, ольфактометрические исследования применяются для оценки порогов восприятия и порогов идентификации одорантов в популяции (санитарно-гигиенические исследования), для определения ПДК летучих веществ на основании данных о силе и устойчивости запаха (органолептический критерий ПДК).

## Виды ольфактометров
- ольфактометр Цваардемакера